# هوپر (آریزونا)
هوپر (به انگلیسی: Hooper) یک منطقهٔ مسکونی در ایالات متحده آمریکا است که در آریزونا واقع شده‌است. هوپر ۱٬۶۲۵ متر بالاتر از سطح دریا واقع شده‌است.